# Med skovlkutter
|  | Denne artikel er oprettet af botten PalnaBot ud fra en ekstern database. Den kan derfor have sproglige fejl eller mangler. Denne skabelon kan fjernes efter kontrol af indholdet. |

Med skovlkutter er en film instrueret af Peter Rasmussen.

## Handling
Billeder fra det lille fiskerleje Fjellebroen mellem Svendborg og Fåborg. Arbejdet på en skovlkutter, fangsten og filletteringen af torsk.